# Vok II. z Krumlova
Vok II. z Krumlova (německy Wok II. von Krumau; † 1302) byl český šlechtic a poslední mužský příslušník českokrumlovské rodové větve Vítkovců.

## Život
Vokovi rodiče byli Vítek I. z Krumlova a Sybilla, jejíž příjmení není známo.
Vok jej poprvé zmíněn v dokumentu z 19. března 1272, kdy v Rožmberku spolu se svým bratrem Jindřichem („Hanricus et Wocho domini Witigonis filii de Krummenow“ vystupoval jako svědek osvědčení, kterým bratři Jindřich I. († 1310) a Vítek VI. z Rožmberka († 1277) klášteru ve Vyšším Brodě darovali patronátní právo ke kostelu v Raabsi.
Spolu s bratrem Jindřichem je Vok doložen také v dalších dokumentech:
- Dne 26. srpna 1274 byl přítomen ve Strakonicích, když jeho otec „Witigo dominus de Crumnov“ potvrdil, že pět let předtím předal vesnici Strašany paní Kristýně a jejímu synovi Mikulášovi z Prahy.
- Dne 12. listopadu 1281 potvrdili „Henricus et Wocko de Chrumnau“ listinu, v níž Jindřich I. z Rožmberka daroval opatství ve Vyšším Brodě pět vesnic a les a zároveň vyměnil ves Sonnberg za další tři vesnice.
- Když dne 26. března 1282 ve Vídni Jindřich I. z Rožmberka postoupil rakouskému vévodovi Albrechtu Habsburskému Raabs a zároveň mu slíbil pomoc proti všem, s výjimkou Vítkovců včetně Jindřicha a Voka z Krumlova.
- 6. června 1283 Jindřich a Vok "de Crumnaw" ve Schläglu potvrdili předání kostela Kirchschlag a vesnici Pfaffenschlag opatství Schlägl jako dar svého zesnulého otce.

- V listině vydané v Krumlově ("Crummenowe") 16. září 1290 prodal Vok ves Záhoří zlatokorunskému klášteru a zároveň mu daroval vrch Držislaw. Mezi svědky byl Vokův bratr Jindřich.
- V roce 1291 byli bratři Vok a Jindřich „dominus Heinricus et donminus Wocho fratres dicti de Chrumbenaw“ - poslední zmínka o Jindřichovi z Krumlova) mezi svědky, kteří v Rožmberku potvrdili, že Smil z Nových Hradů daroval kostel v Rychnově u Nových Hradů opatství ve Vyšším Brodě.

Poslední zmínka o Vokovi „de Khrumaw“ je z 1. července 1300, kdy stvrdil listinu Dominika z Pasovar, v níž zopakoval donaci kostelu v Kirchschlagu.
Vok z Krumlova byl posledním mužským potomkem pánů z Krumlova, rodové větve Vítkovců. Jejich majetky zpočátku připadly jako odúmrť českému králi Václavu II. Král převedl hrad Krumlov ("castrum Crumnaw") i s přidruženým majetkem svému vrchnímu komořímu Jindřichu I. z Rožmberka z rovněž vítkvoské rodové větve Rožmberků, v listině vydané dne 8. dubna 1302 v Brně. Jindřich I. následně přenesl své sídlo z rožmberského na krumlovský hrad.